# 佐藤信古

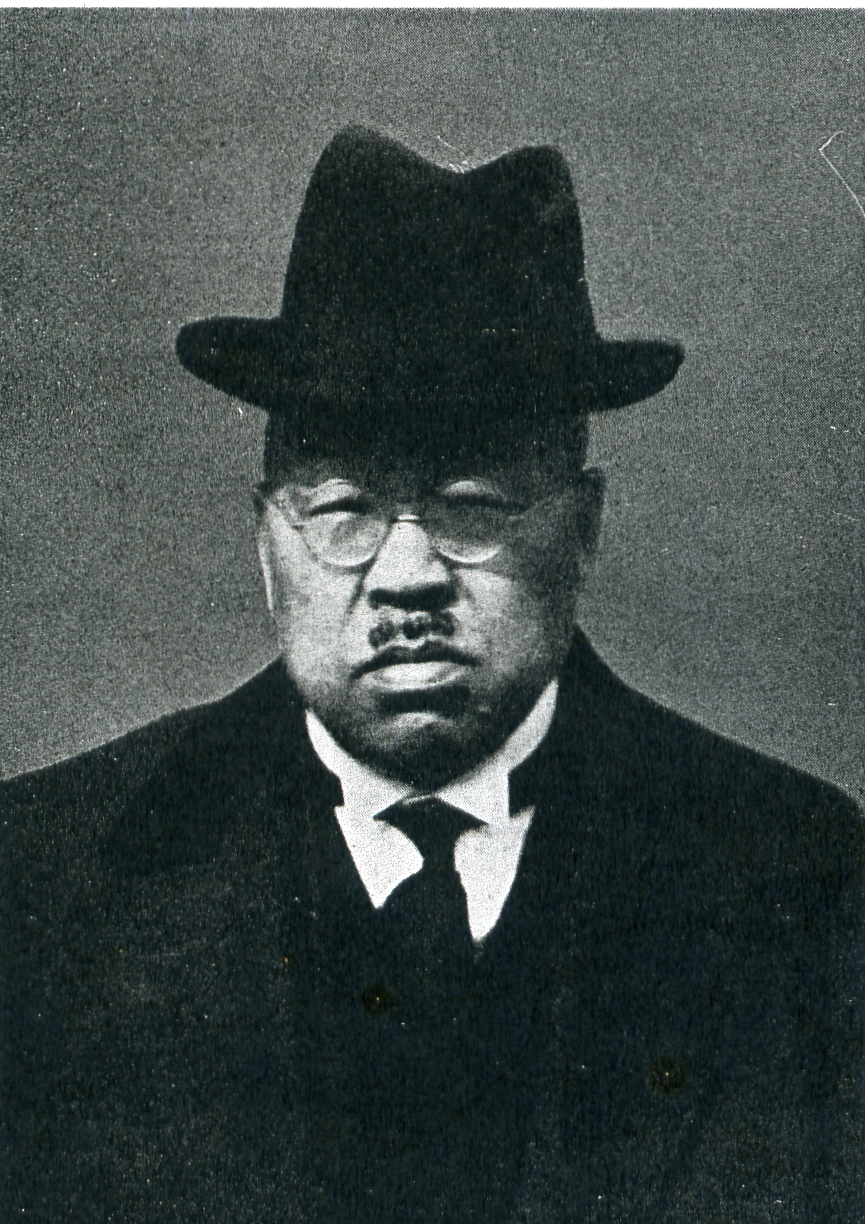
佐藤信古

佐藤 信古（さとう しんこ、1873年（明治6年）2月10日 - 1942年（昭和17年）9月7日）は、明治時代後期から昭和時代前期の政治家、実業家。貴族院多額納税者議員。衆議院議員（1期）。

## 経歴
佐藤祐太郎の子として山形県田川郡宮曽根村（東田川郡栄村、余目町を経て現庄内町）に生まれる。二松學舍を経て哲学館を修了する。1905年（明治38年）以降、北洋漁業取締役、共益倉庫社長などのほか、栄村会議員、東田川郡会議員、栄村長、東田川郡育英会理事長、同教育会理事長などを歴任した。この間、1912年（明治45年）5月の第11回衆議院議員総選挙では山形県郡部から立憲政友会所属で出馬し当選し、衆議院議員を1期務めた。
その後、1928年（昭和3年）山形県多額納税者として貴族院議員に互選され、同年12月22日から1932年（昭和7年）9月28日まで在任した。